# Дорожні пригоди (фільм)
«Дорожні пригоди» (англ. Road Trip) — пригодницька молодіжна комедія 2000 року, що стала проривом для багатьох молодих акторів.

## Сюжет
У Джоша було все — три друга (з яких один, Баррі, — недорозвинений фантазер, другий, І-Ел — збоченець-вимагач, а третій, Рубін, любить готувати наркотики), навчання в коледжі міста Ітака та кохана дівчина, що живе в Остіні, штат Техас. Одного разу все валиться: Джош, обманом позбавивши свою знайому її занудного залицяльника, займається з нею сексом і записує цей акт на касету, вранці відправивши плівку своїй дівчині — замість касети із зізнанням їй у коханні. Залишивши Баррі годувати змію мишами, Джош, І-Ел і Рубін, а також Кайл, некметливий синок місцевого багатія (хлопцям дуже потрібна була машина Кайла), відправляються в Остін, щоб перехопити касету.

## У ролях
| Актор             | Роль                        |
| ----------------- | --------------------------- |
| Брекін Меєр       | Джош Паркер                 |
| Емі Смарт         | Бет                         |
| Ентоні Репп       | Джейкоб                     |
| Шон Вільям Скотт  | І.Ел. Фалдт                 |
| Ді-Джей Кволлс    | Кайл Едвардс                |
| Пауло Костанцо    | Рубін Карвер                |
| Том Грін          | Баррі Манілов               |
| Рейчел Бланшар    | Тіффані Гендерсон           |
| Фред Ворд         | Ерл Едвардс                 |
| Мері Лінн Райскуб | Сліпа Бренда                |
| Ітан Саплі        | Ед Бредфорд                 |
| Енді Дік          | Служитель мотелю            |
| Джессіка Коффіел  | Помилкова Тіффані Гендерсон |

## Цікаві факти
- Том Грін отримав за роль Баррі Манілова Премію MTV за найкращий прорив року у чоловічій ролі.
- Служитель мотелю читає журнал з зображенням Дрю Беррімор на обкладинці. На момент зйомок Дрю була заручена з актором Томом Гріном, який виконав роль Баррі Манілов.
- Кріспін Гловер пробувався на роль Джейкоба.
- Попри те, що за сценарієм зйомки повинні були пройти в навчальних закладах Ітакі, Бостона і Остіна, практично всі подібні сцени були зняті в Університеті Джорджії.
- Режисерське камео: Тодд Філіпс виконав епізодичну роль фетишиста, вилизує ноги головної героїні картини — дівчини на ім'я Бет.
- За первинним задумом, під час сцени, коли неудачливі мандрівники намагаються перестрибнути на машині через міст, мала звучати знаменита композиція з  Бондіани в обробці Мобі. Проте згодом вона була замінена на простішу пісеньку, адже використання такого хіта в кінокартині вимагало б додаткового роздування бюджету.
- Розмовляючого пса озвучив американський комік Джиммі Кіммел.